# Metallyra rufotibialis
Metallyra rufotibialis là một loài bọ cánh cứng trong họ Cerambycidae.